# Ліберті (стадіон)
«Лі́берті» (валл. Stadiwm Liberty, англ. Liberty Stadium) — стадіон в Свонсі, Уельс, домашня арена футбольного клубу «Свонсі Сіті» і регбійної команди «Оспрейс». На трибунах встановлено 20 750 сидячих місця для глядачів, що робить «Ліберті Стедіум» третім за місткості стадіоном Уельсу після «Мілленіуму» і «Кардіфф-Сіті».